# Comuna Bełchatów
Bełchatów este o comună (în poloneză: gmina) rurală în Powiatul Bełchatów, Voievodatul Łódź, Polonia.
Comuna acoperă o suprafață de 179,89 km² și are, potrivit datelor din anul 2006, o populație de 9.306.